# Ancistrocerus kerneri
Ancistrocerus kerneri är en stekelart som först beskrevs av Dalla Torre 1904.  Ancistrocerus kerneri ingår i släktet murargetingar, och familjen Eumenidae. Inga underarter finns listade i Catalogue of Life.